# 13 Dywizja Zmechanizowana (Bundeswehra)
13 Dywizja Zmechanizowana (niem. 13. Panzergrenadierdivision, 13. PzGrenDiv) – zmechanizowany związek taktyczny Bundeswehry w liczbie ok. 12 500 żolnierzy. Dywizja sformowana została 4 października 1990 r., dowództwo jej znajdowało się w koszarach General-Olbricht w Lipsku. Obejmowała jednostki wojskowe znajdujące się na terenach pięciu krajów związkowych, utworzonych po ponownym zjednoczeniu Niemiec w 1990 r. Podporządkowana była 4 Korpusowi Armijnemu (IV. Korps). 26 października 2011 zdecydowano o jej rozformowaniu, które ostatecznie nastąpiło 28 czerwca 2013. Z części jej oddziałów utworzono dowództwo szkoleniowe Ausbildungskommando, a pozostałe podporządkowano 1 Dywizji Pancernej lub Dywizji Operacji Lotniczych (Division Luftbewegliche Operationen) (obecnie 10 Dywizja Pancerna).

## Zadania
Dywizja planowała i przeprowadzała działania w narodowych i wielonarodowych związkach taktycznych w dziedzinie obrony narodowej oraz sojuszniczej. Jako dywizja sił stabilizacyjnych sprawowała dowodzenie w zakresie zapobiegania konfliktom i stabilizacji pokoju w ramach NATO lub Unii Europejskiej. Regularnie obsadzała swoje siły na potrzeby kontyngentów. Dywizja była również w stanie przeprowadzić bitwę z różnymi rodzajami broni i wyszkalała jednostki sobie podporządkowane, zapewniając im praktykę, a tym samym wzrost liczebności. Przeprowadzenie klasycznej walki o wysokiej intensywności ze zorganizowanym, wojskowym przeciwnikiem nie było już przedmiotem działania dywizji.

## Historia
Historia dywizji rozpoczęła się wraz z rozformowaniem Nationale Volksarmee NRD w 1990, a dokładniej jej związków taktycznych wchodzących w skład dowództwa okręgu wojskowego VII (Wehrbereichskommando VII). W 1995 przemianowano ją na dowództwo okręgu wojskowego VII/13 Dywizja Zmechanizowana (WBK VII/13. Panzergrenadierdivision), a brygady wchodzące w jej skład - początkowo nazywane jako wojska obrony terytorialnej (Heimatschutzbrigade) - przemianowano na 37 Brygadę Zmechanizowaną, 38 Brygadę Zmechanizowaną oraz 39 Brygadę Pancerną. W 1996 r. 39 Brygadę Pancerną podporządkowano dowództwu okręgu wojskowego IV/5 Dywizji Pancernej (WBK IV/5. Panzerdivision). W 1997 r. podporządkowano dywizji 42 Brygadę Pancerną z 14 Dywizji Zmechanizowanej. W 1996 r. dywizja wysyła wojsko do Bośni i Hercegowiny w ramach Implementation Force. Rok później pomaga podczas powodzi tysiąclecia. W 1998 wysyła ponownie siły w ramach drugiego kontyngentu SFOR oraz w 2001 i 2002 w ramach kontyngentów SFOR i KFOR. W 2001 zmieniono nazwę dywizji na 13 Dywizja Zmechanizowana (13. Panzergrenadierdivision). W 2002 ze struktur dywizji odszedł 13 pułk artylerii (Artillerieregiment 13), a 42 Brygada Pancerna (Panzerbrigade 42) została rozformowana. Rok później to samo dzieje się z 70 pułkiem wsparcia dowodzenia (Führungsunterstützungsregiment 70) i 38 Brygadą Zmechanizowaną (Panzergrenadierbrigade 38). W 2002 dywizja wysłała część sił i środków do pomocy podczas powodzi na  Łabie. W 2006 r. wysyła swoje siły w ramach jedenastego niemieckiego kontyngentu ISAF. W 2007 r. 41 Brygadę Zmechanizowaną (41. Panzergrenadierdivision) z 14 Dywizji Zmechanizowanej (14. Panzergrenadierdivision) oraz część 37 Brygady Zmechanizowanej (37. Panzergrenadierbrigade) podporządkowano dywizji.
26 października 2011 podjęto decyzję o rozformowaniu dywizji. W jaj miejscu powstało nowo utworzone dowództwo szkoleniowe Ausbildungskommando. 37 Brygadę Zmechanizowaną (37. Panzergrenadierbrigade) podporządkowano 10 Dywizji Pancernej (10. Panzerdivision) w Veitshöchheim, a 41 Brygadę Zmechanizowaną (41. Panzergrenadierbrigade) podporządkowano 1 Dywizji Pancernej (1. Panzerdivision) w Oldenburgu.

## Oznaka rozpoznawcza
Oznaka dywizji podzielona jest na trzy części, które symbolizują trzy kraje związkowe, w których posiadała jednostki, są to: Saksonia, Turyngia i Bawaria. Otoczona jest srebrnym sznurkiem z czarną plecionką. 

## Struktura organizacyjna
Organizacja w 2013 r.:
- dowództwo dywizji – Lipsk
  - orkiestra wojsk lądowych (Heeresmusikkorps) – Kassel
  - 610 batalion łączności (Fernmeldebataillon 610)– Prenzlau
- 37 Brygada Zmechanizowana (37. Panzergrenadierbrigade) – Frankenberg/Sa.
- 41 Brygada Zmechanizowana (41. Panzergrenadierbrigade) – Neubrandenburg

## Dowództwo
| Lp. | Imię i nazwisko                  | Okres                               |
| --- | -------------------------------- | ----------------------------------- |
| 1.  | generał major Ekkehard Richter   | 4 października 1990 – 31 marca 1995 |
| 2.  | generał major Michael von Scotti | 1 kwietnia 1995 - 31 marca 1998     |
| 3.  | generał major Werner Widder      | 1 kwietnia 1998 – 31 marca 2001     |
| 4.  | generał major Wolf-Dieter Löser  | 1 kwietnia 2001 – 19 września 2003  |
| 5.  | generał major Roland Kather      | 19 września 2003 – sierpień 2006    |
| 6.  | generał major Reinhard Kammerer  | sierpień 2006 – 21 czerwca 2010     |
| 7.  | generał major Achim Lidsba       | 21 czerwca 2010 – 14 lipca 2011     |
| 8.  | generał major Erich Pfeffer      | 1 sierpnia 2011 – 28 czerwca 2013   |

## Współpraca
Dywizja utrzymywała kontakty partnerskie z 1 Dywizją Piechoty w Stanach Zjednoczonych oraz 11 Dywizją Kawalerii Pancernej w Żaganiu.